# FFH-Gebiet Blixmoor
Das FFH-Gebiet Blixmoor ist ein NATURA 2000 Schutzgebiet in Schleswig-Holstein im Kreis Schleswig-Flensburg in der Gemeinde Wees. Das FFH-Gebiet liegt im Naturraum Angeln, der aus naturfachlicher Bewertung laut Landschaftssteckbrief des Bundesamtes für Naturschutz zu den „Landschaften mit geringerer Bedeutung“ zählt. Das FFH-Gebiet hat eine Fläche von 29 ha. Die größte Ausdehnung liegt in westöstlicher Richtung und beträgt 1 km. Die höchste Erhebung mit 54,7 m liegt im Buchenwald ca. 100 m südlich des Moorsees. Der niedrigste Punkt befindet sich mit 49,2 m an der Westspitze des FFH-Gebietes, siehe Karte 1. Es ist der nördliche Teil eines geschlossenen Waldgebietes südlich des Ortsteils Himmershoi der Gemeinde Wees im Kreis Schleswig-Flensburg. Der Eigentümer des gesamten FFH-Gebietes sind die Schleswig-Holsteinischen Landesforsten als Anstalt öffentlichen Rechts.
Im Nordosten des FFH-Gebietes liegt das vollständig von Wald umschlossene Blixmoor. Dieses besteht im östlichen Teil aus einem kleinen und einem großen Moorteich als offene Wasserfläche und im Westteil aus einem Übergangsmoor. Die südliche Hälfte des FFH-Gebietes beherbergt verschiedene Waldarten mit einigen Kleingewässern.
Von der Weesrieser Straße kann man über einen Redder nach etwa 100 Metern den Rand des Moorsees zu Fuß erreichen. Dort bietet sich dem Besucher ein freier Blick auf den großen Moorsee mit dem Übergangsmoor im Hintergrund.

## FFH-Gebietsgeschichte und Naturschutzumgebung

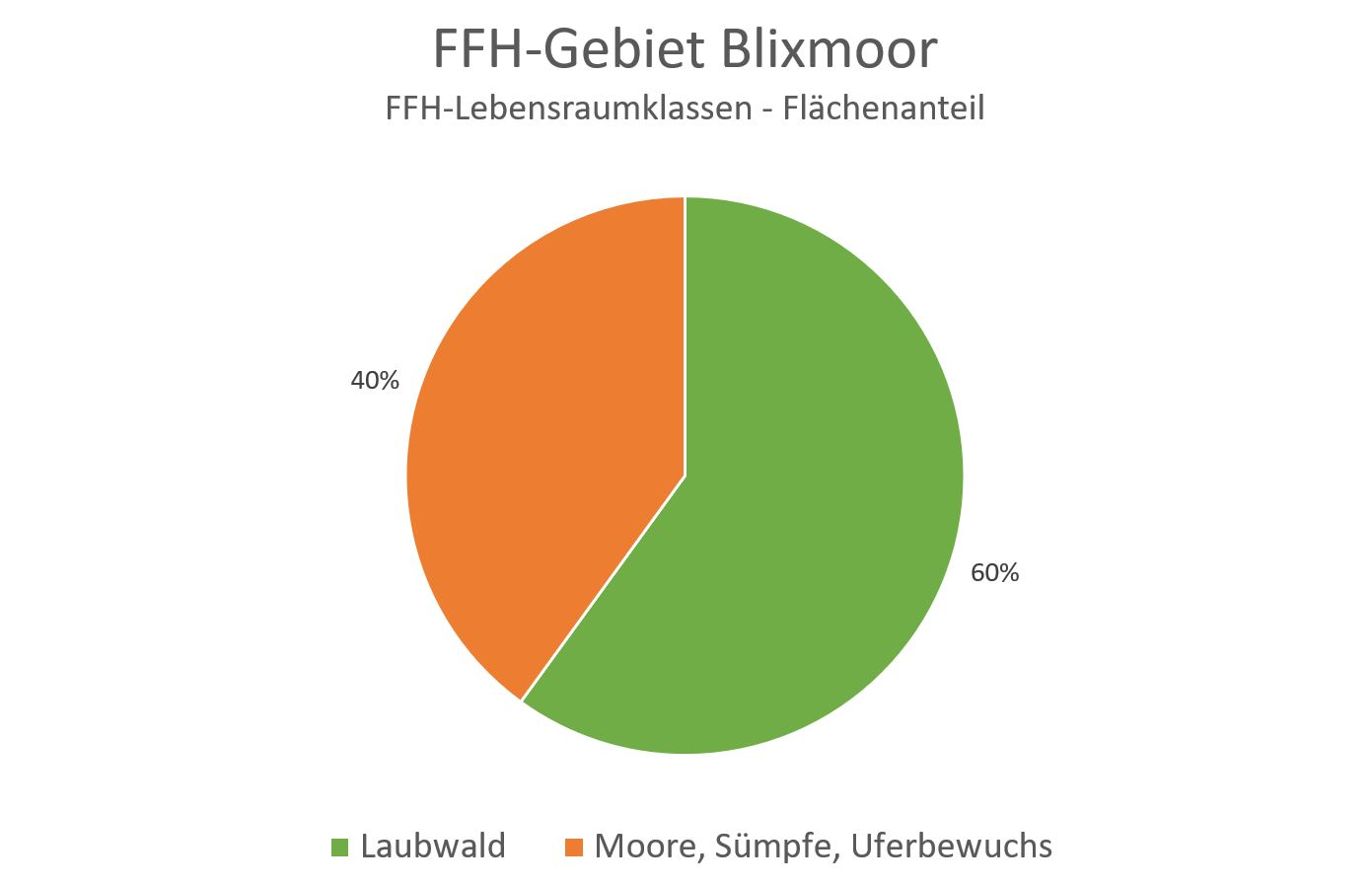
Diagramm 1: FFH-Lebensraumklassen

Der NATURA 2000-Standard-Datenbogen für dieses FFH-Gebiet wurde im Juni 2004 vom Landesamt für Landwirtschaft, Umwelt und ländliche Räume (LLUR) des Landes Schleswig-Holstein erstellt, im September 2004 als Gebiet von gemeinschaftlicher Bedeutung (GGB) vorgeschlagen, im November 2007 von der EU als GGB bestätigt und im Januar 2010 national nach § 32 Absatz 2 bis 4 BNatSchG in Verbindung mit § 23 LNatSchG als besonderes Erhaltungsgebiet (BEG) bestätigt. Es liegt im Schwerpunktbereich „Staatsforst Weesries und Blixmoor“ (Nr. 543) des Biotopverbundsystems. Im Westen grenzt es auf 200 m Länge an das Landschaftsschutzgebiet (LSG) Vogelsang-Trögelsby der Stadt Flensburg. Im Nordwesten befindet sich in ca. 750 m Luftlinie Entfernung das Naturschutzgebiet (NSG) Twedter Feld. Dieses wiederum ist fast vollständig Teilgebiet des FFH-Gebietes Küstenbereiche der Flensburger Förde von Flensburg bis Geltinger Birk. Es besteht zum überwiegenden Teil aus Laubwald gefolgt von Moorstadien, siehe Diagramm 1.
Der Name Blixmoor (dänisch: Bliksmose) ist erstmals 1779 schriftlich dokumentiert worden. Der Name weist auf das Substantiv Blik hin, das im Mittelniederdeutschen eine holzfreie Stelle bezeichnet. Als Lehnwort blik findet es sich auch in den nordischen Sprachen für etwas, das blinkt, glänzt oder in der Umgebung hell erscheint.

## FFH-Erhaltungsgegenstand

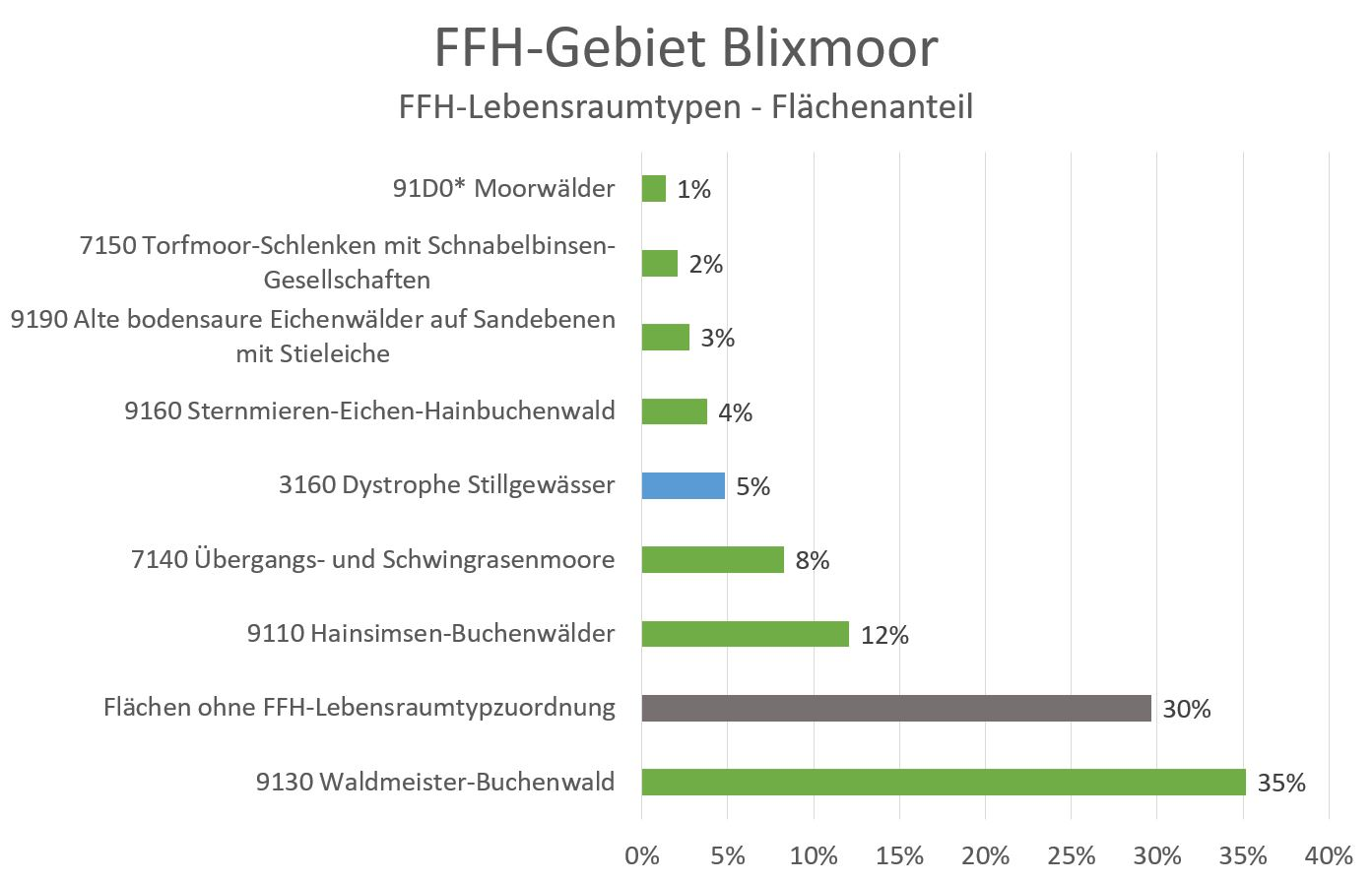
Diagramm 2: FFH-Lebensraumtypen

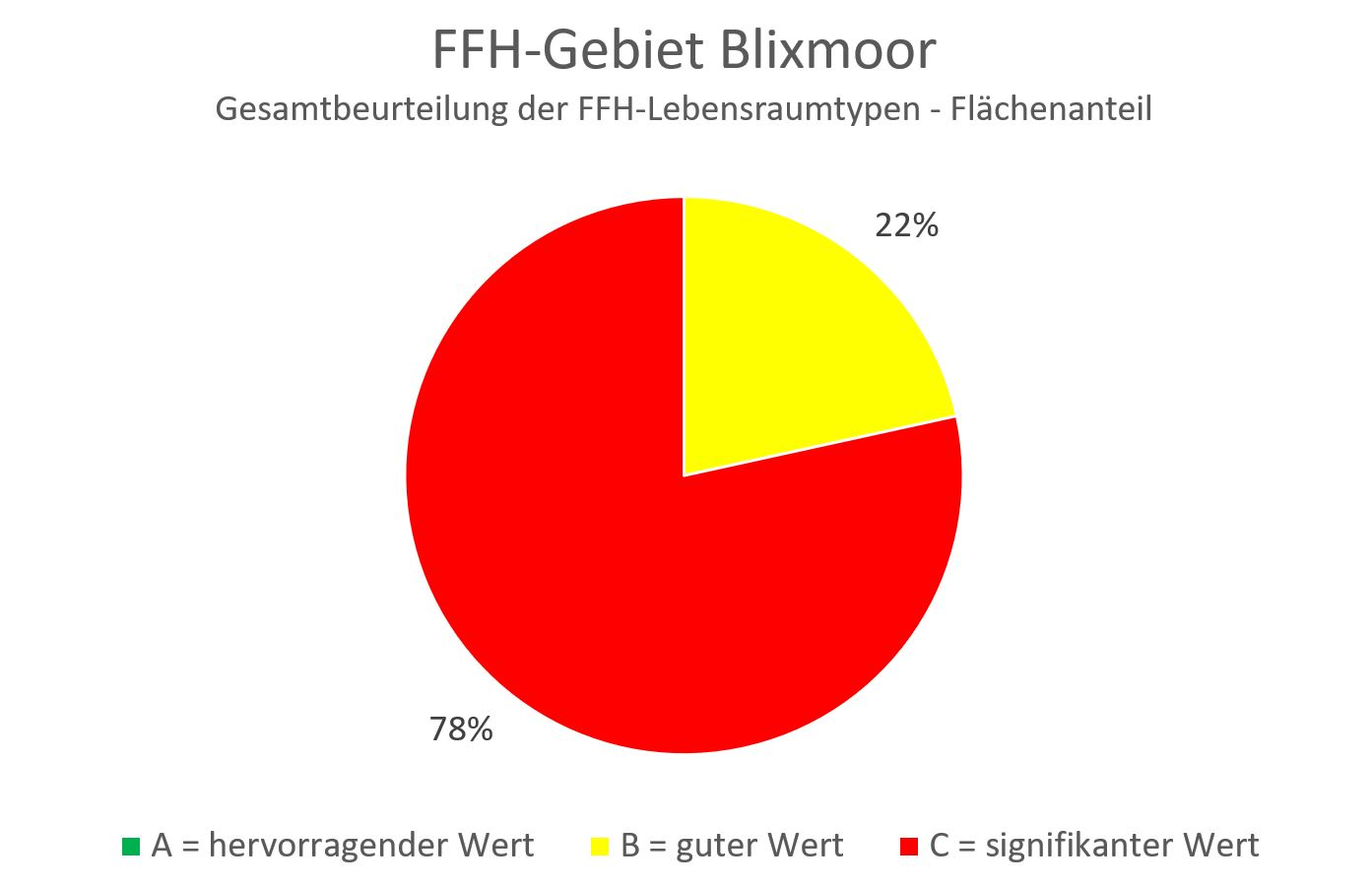
Diagramm 3: Gesamtbeurteilung der FFH-Flächen

Mit Stand 3. März 2020 wurden der Europäischen Umweltbehörde gemeldet:
8 FFH-Lebensraumtypen nach Anhang I FFH-Richtlinie, siehe auch Bestandskarte:
- 3160 Dystrophe Stillgewässer (Gesamtbeurteilung B)[9]
- 7140 Übergangs- und Schwingrasenmoore (Gesamtbeurteilung B)[10]
- 7150 Torfmoor-Schlenken mit Schnabelbinsen-Gesellschaften (Gesamtbeurteilung B)[11]
- 9110 Hainsimsen-Buchenwälder (Gesamtbeurteilung C)[12]
- 9130 Waldmeister-Buchenwälder (Gesamtbeurteilung C)[13]
- 9160 Sternmieren-Eichen-Hainbuchenwälder (Gesamtbeurteilung C)[14]
- 9190 Alte bodensaure Eichenwälder auf Sandebenen mit Stieleiche (Gesamtbeurteilung C)[15]
- 91D0* Moorwälder (Gesamtbeurteilung C)[16]

2  FFH-Arten nach Anhang II und IV FFH-Richtlinie:
- 1042 Große Moosjungfer (Gesamtbeurteilung C)[17]
- 1166 Kammmolch (Gesamtbeurteilung C)[18]

1 weitere Art:
- Moorfrosch

Die Gesamtbeurteilung von über Dreiviertel der Flächen mit FFH-Lebensraumtypen werden mit „signifikant“, das bedeutet als nicht ausreichend bewertet, siehe Diagramm 3. Diese Beurteilung bezieht sich ausschließlich auf die Waldlebensräume im FFH-Gebiet. Für eine bessere Gesamtbeurteilung fehlen größere Altholzbestände, ausgewiesene Habitatbäume und stehendes und liegendes Totholz. Letzteres ist allerdings immer mehr zu sehen, da Windbruch im FFH-Gebiet nicht mehr beseitigt wird.
Nach dem Zweiten Weltkrieg wurde der komplette Staatsforst Weesries von der britischen Besatzungsmacht per Kahlschlag abgeholzt und als Reparationszahlung über den Hafen Flensburg nach Großbritannien verschifft. Das erklärt das Fehlen alter Bäume. Die verschiedenen Moorstadien im FFH-Gebiet werden dahingehend mit „gut“ beurteilt, obwohl unmittelbar nach dem Zweiten Weltkrieg im Blixmoor wegen der Knappheit an Brennstoff ebenfalls noch Torf gestochen wurde. Der Moorfrosch wurde der EU mit 20 bis 100 Exemplaren gemeldet. Im Managementplan des Ministeriums für Energiewende, Landwirtschaft, Umwelt und ländliche Räume des Landes Schleswig-Holstein finden sich Anmerkungen zu Artensichtungen von Pflanzen und Tieren aus den 1980er Jahren.

## FFH-Erhaltungsziele
Aus den FFH-Erhaltungsgegenständen wurden folgende FFH-Erhaltungsziele definiert und näher beschrieben:
6 Ziele für Lebensraumtypen von besonderer Bedeutung:
- 3160 Dystrophe Stillgewässer
- 7140 Übergangs- und Schwingrasenmoore
- 7150 Torfmoor-Schlenken mit Schnabelbinsen-Gesellschaften
- Hainsimsen-Buchenwälder
- Waldmeister-Buchenwälder
- Moorwälder

3 Ziele  für Lebenrsraumtypen und Arten von Bedeutung:
- Sternmieren-Eichen-Hainbuchenwälder
- Alte bodensaure Eichenwälder auf Sandebenen mit Stieleichen
- Kammmolch

## FFH-Analyse und Bewertung
Das Kapitel Analyse und Bewertung beschäftigt sich unter anderem mit der Entstehungsgeschichte, der Geologie, der Archäologie, der Hydrologie und den aktuellen Gegebenheiten des FFH-Gebietes Blixmoor, siehe Managementplan.

## FFH-Maßnahmenkatalog
Aus der Analyse und Bewertung wurde ein Maßnahmenkatalog erarbeitet, in dem für jede Maßnahme ein Maßnahmenblatt erstellt wurde. Eine Karte mit den betroffenen Gebietsteilen der einzelnen Maßnahmen ergänzt den Maßnahmenkatalog.

## FFH-Erfolgskontrolle und Monitoring der Maßnahmen
In Schleswig-Holstein wird alle 6 Jahre stichprobenartig die Umsetzung der Maßnahmen überprüft. Die nächste Aktualisierung steht somit im Jahre 2021 an.
Im Juli 2020 stellt sich der Umsetzungsstand der vorgeschlagenen Maßnahmen folgendermaßen dar: Die Aufstellung von mehrsprachigen Angelverbotsschildern am Moorteichufer ist nicht erfolgt, aber im Juli 2020 wurden von den Landesforsten die ersten Hinweisschilder auf das Blixmoor am Nordost- und am Ostrand des großen Moorsees aufgestellt. Sie weisen auf die ökologische Bedeutung des Blixmoores und die für Besucher geltenden Verhaltensregeln hin, siehe Bildergalerie. Allerdings ist eine Betretung des Teichufers auf dem morastigen Boden praktisch nicht mehr möglich und zudem lebensgefährlich. Die Aufstellung von Betretungsverbotsschildern des Schwingrasens entlang des Torfdammes ist nicht erfolgt. Die Aufstellung von Verbotsschildern gegen das Betreten der Naturpfade und abseits der Pfade im Blixmoor mit Hunden ist ebenfalls nicht erfolgt. Das Zurückschneiden des Moorbirkenbestandes auf der Schwingrasenfläche ist bis auf einen kleinen Rest durchgeführt. Die Stämme und Reiser wurden am Waldrand als Absperrung gegen Betretung verteilt und der Rest in zwei großen Haufen zur Verrottung aufgeschichtet. Die Errichtung einer Aussichtsplattform am Nordwestrand des Moorteiches ist nicht erfolgt. Die Nutzung des FFH-Gebietes und darüber hinaus der gesamten Waldfläche des Weesrieser Gehölzes als Holzgewinnungsfläche durch die Schleswig-Holsteinischen Landesforsten ist bis auf wenige Flächen eingestellt. Der Wald ist weitgehend Naturwald und wird sich selbst überlassen. Windbruch und absterbende Bäume werden nicht mehr entnommen. Die Naturpfade abseits der Forstwege werden immer unzugänglicher. Somit bewegen sich die meisten Besucher nur noch auf den gut ausgebauten Forstwegen. Auf den Forstwegen weisen an den Rändern zum Forst kleine Schilder auf das Betreten der Schleswig-Holsteinischen Landesforsten hin. Am 19. April 2020 gab es im Blixmoor ein Feuer. Große Flächen des Schwingrasenmoores fielen den Flammen zum Opfer. Die Blaubeerbüsche entlang des Torfdammes wurden vollständig vernichtet, siehe Bild unten.
Die Europäische Kommission hat im Jahre 2015 die Umsetzung der Richtlinie 92/43/EWG in Deutschland bemängelt (Verfahren-Nr. 2014/2262). In den Managementplänen würden keine ausreichend detaillierten und quantifizierten Erhaltungsziele festgelegt. Am 12. Februar 2020 hat die Kommission der Bundesrepublik Deutschland eine Frist von zwei Monaten gesetzt, die Mängel zu beseitigen. Andernfalls wird der Europäische Gerichtshof (EuGH) angerufen. Die Bundesrepublik Deutschland ist der Aufforderung nicht nachgekommen (Stand August 2021). Die Kommission führt für Schleswig-Holstein fehlende Quantifizier-, Mess- und damit Berichtsfähigkeit an. Schleswig-Holstein konzentriere sich ausschließlich auf die Durchsetzung des Verschlechterungsverbotes nach Artikel 6, Absatz 2 der Richtlinie. Die Stellungnahme des Landes Schleswig-Holstein mit der im Jahre 2006 erfolgten Bekanntgabe der gebietsspezifischen Erhaltungsziele (gEHZ) für die FFH-Vorschlagsgebiete in Schleswig-Holstein bestätige aus Sicht der Europäischen Kommission die angeführten Mängel. Nachdem Deutschland die Mängel nicht fristgerecht abgestellt hat, hat die Europäische Kommission Deutschland beim Europäischen Gerichtshof im Februar 2021 verklagt. Hierzu wurden von der Generalanwältin des EuGH am 20. April 2023 die Schlussanträge gestellt. Am 21. September 2023 hat der EuGH das Urteil gesprochen. Die Bundesrepublik Deutschland hat in drei Punkten der Anklage gegen Europäisches Recht verstoßen und im Übrigen wird die Klage abgewiesen. Die Bundesrepublik Deutschland muss ihre eigenen Verfahrenskosten und die der Europäischen Kommission tragen.

## Bildergalerie

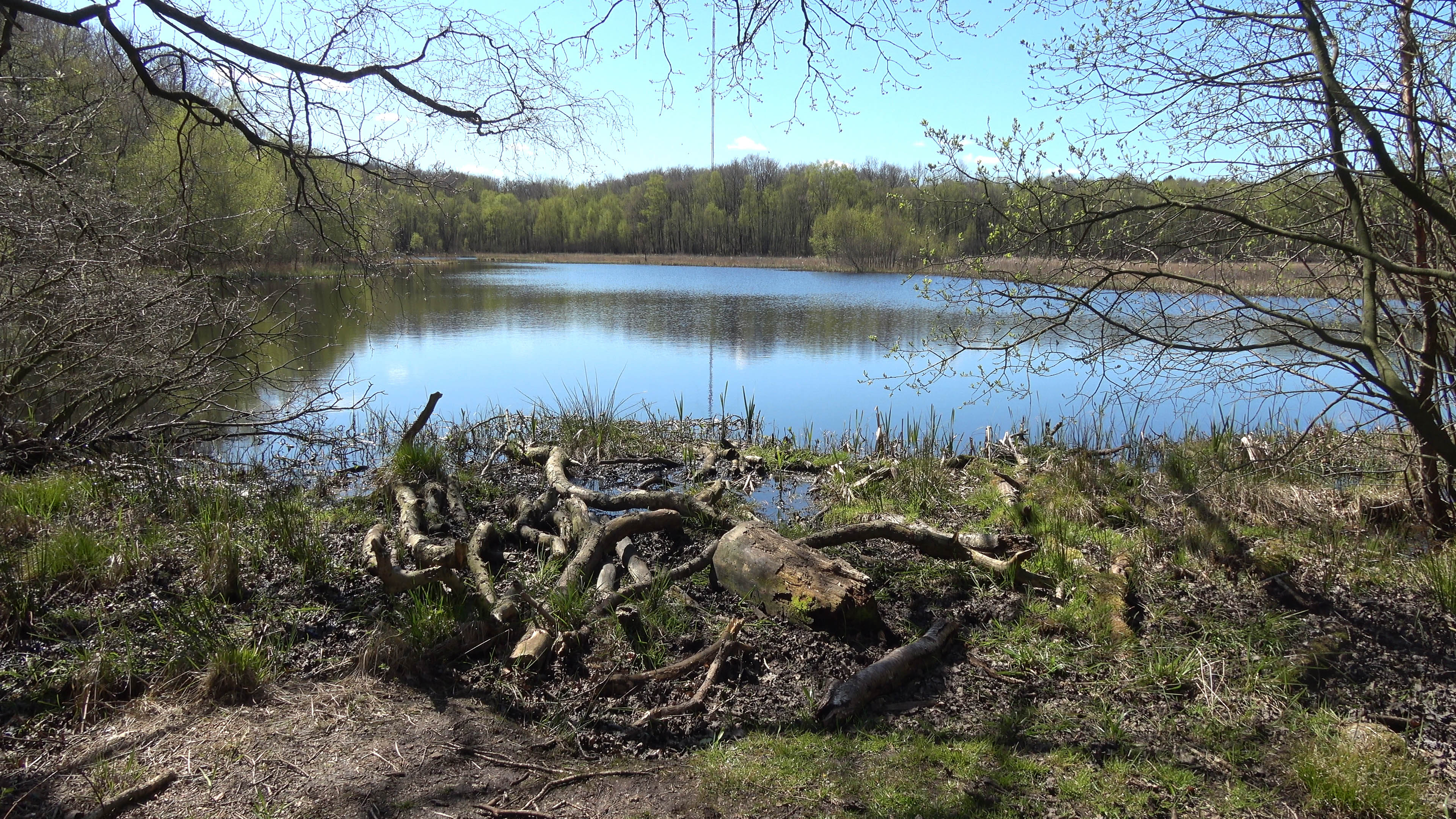
FFH-Gebiet Blixmoor: Standort für zukünftige Aussichtsplattform
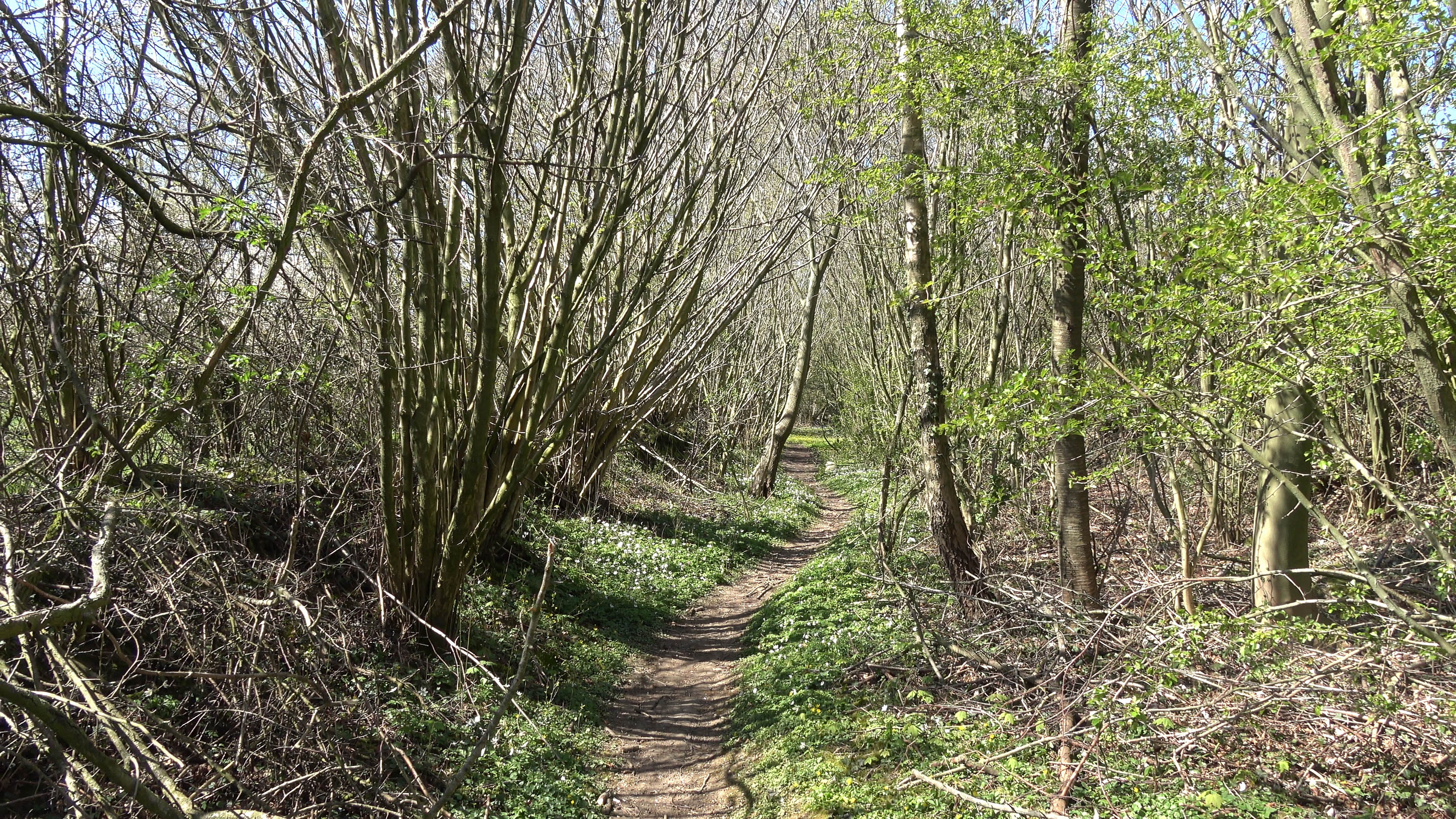
FFH-Gebiet Blixmoor: Ostzugang über diesen Redder
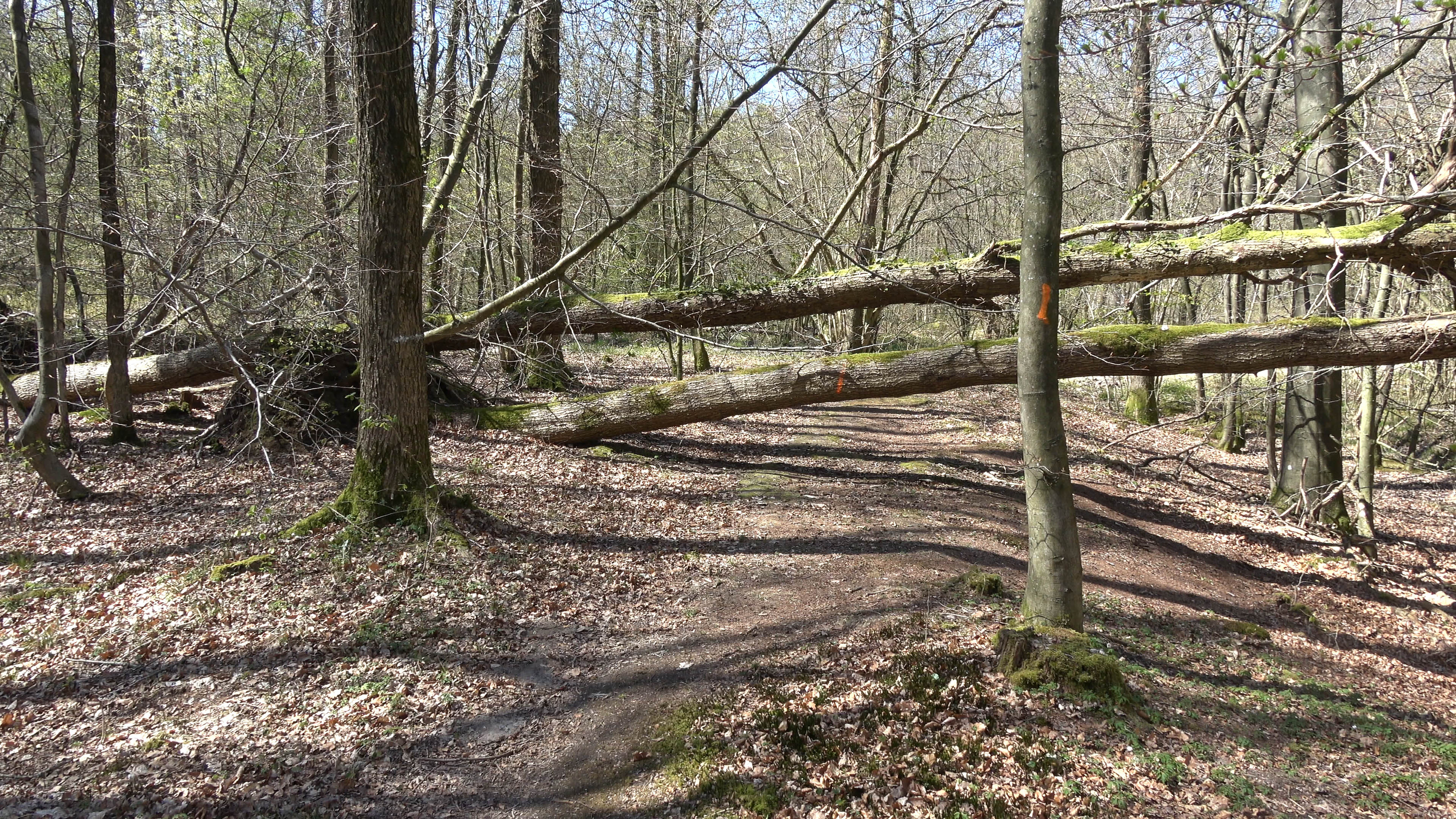
FFH-Gebiet Blixmoor: Südzugang über einen Naturpfad mit Hindernissen
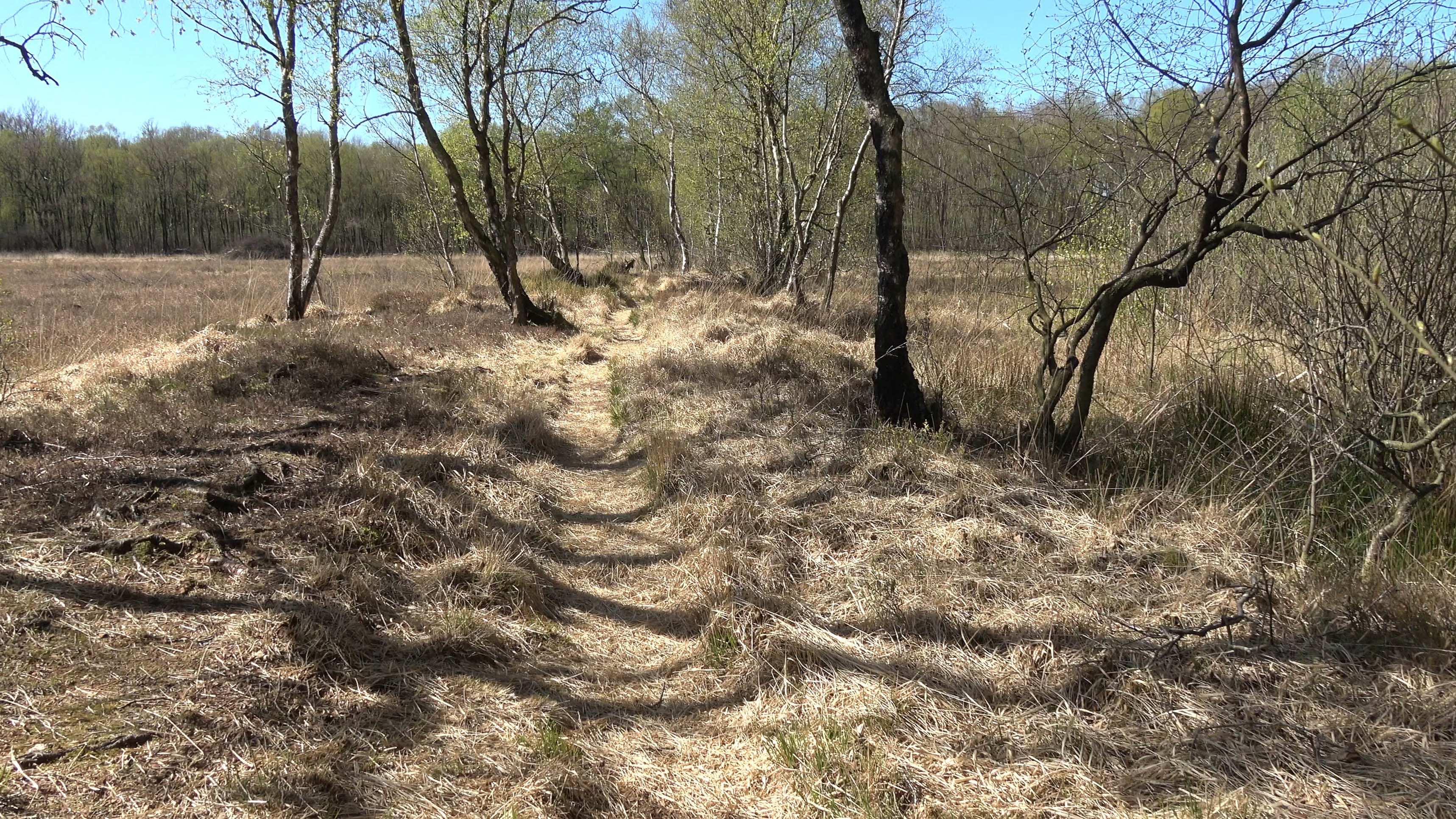
FFH-Gebiet Blixmoor: Der Torfdamm führt von Ost nach West durch das Schwingrasenmoor
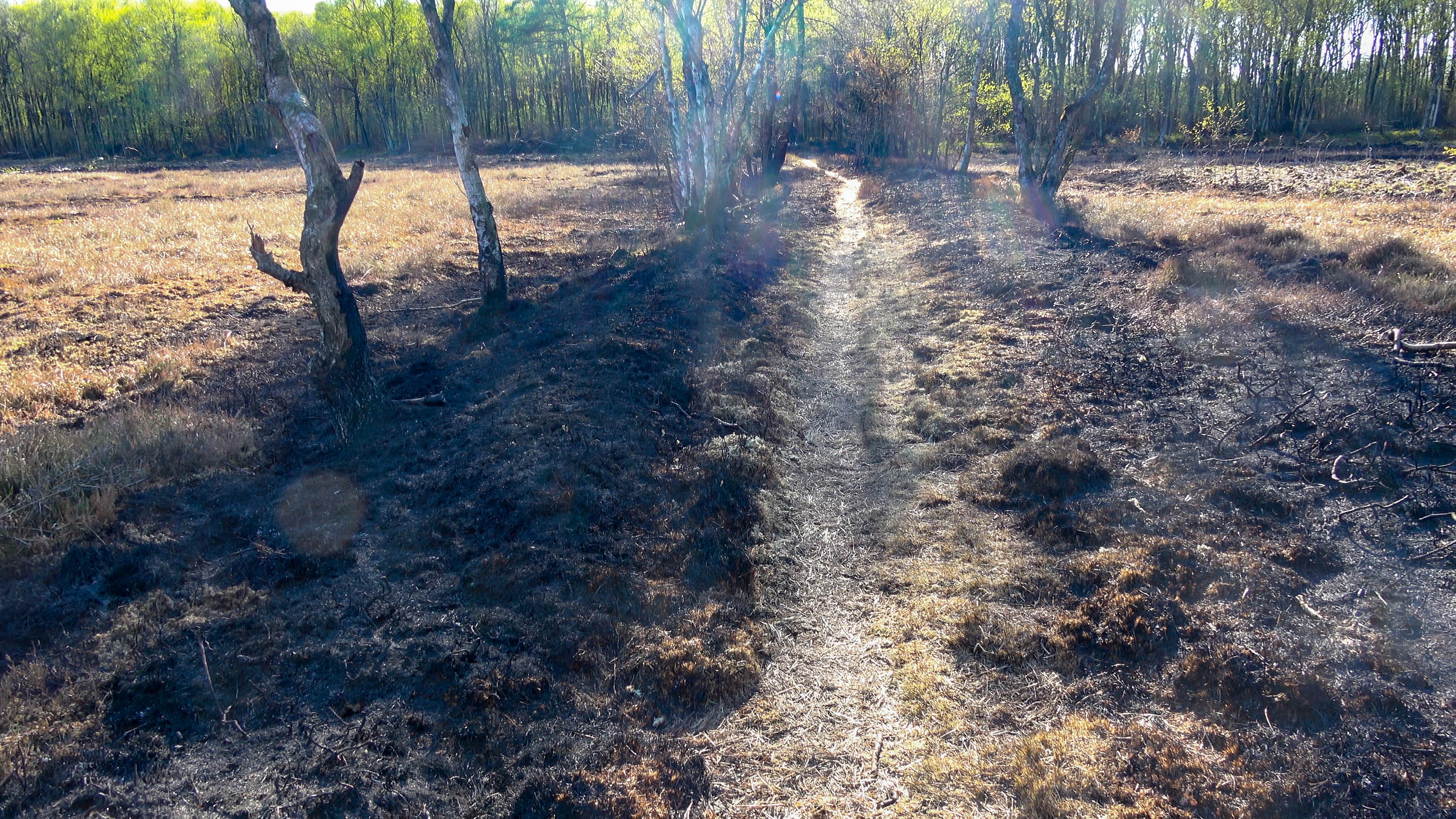
FFH-Gebiet Blixmoor: Torfdamm mit verbrannten Heidelbeersträuchern am 19. April 2020
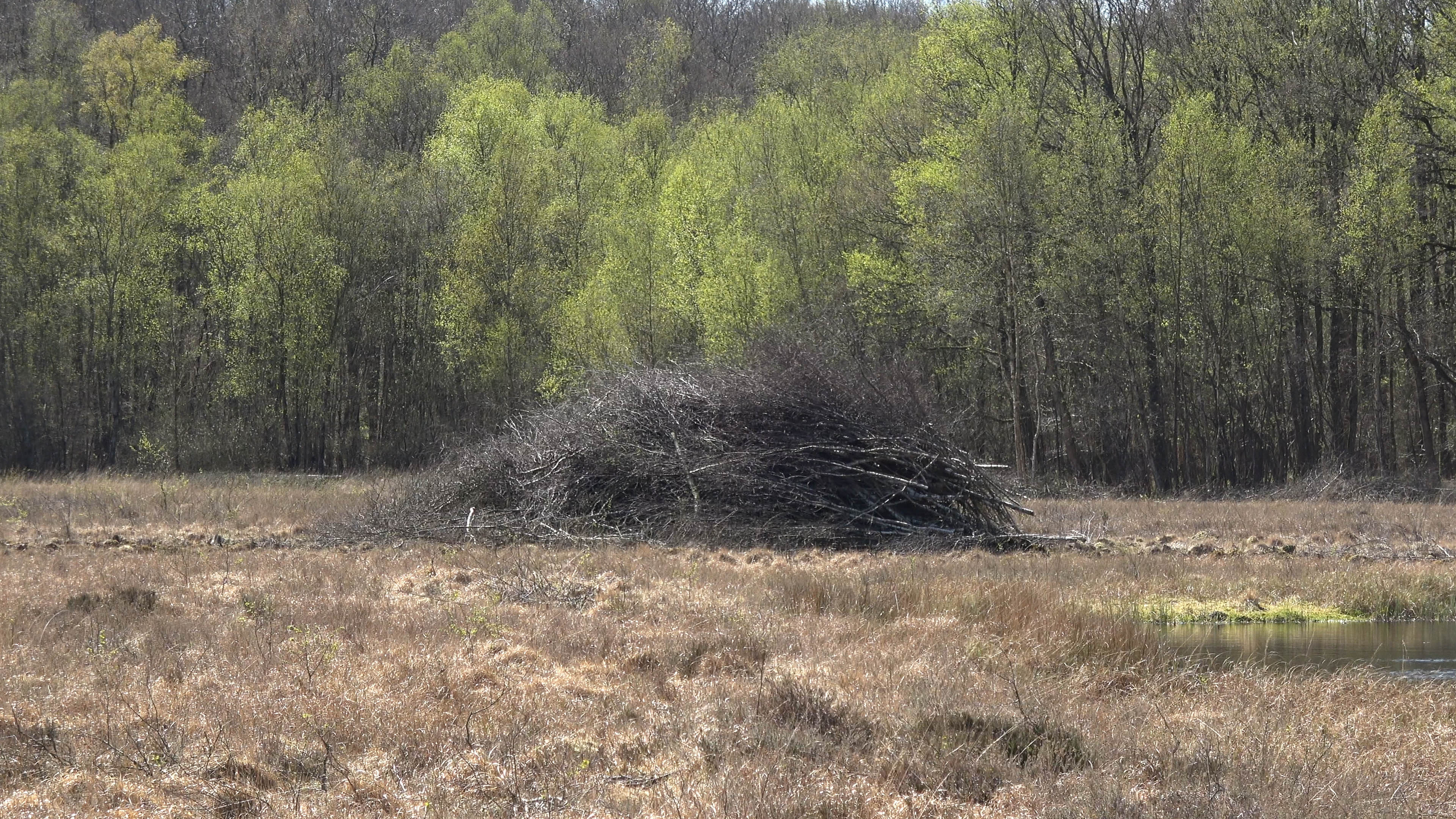
FFH-Gebiet Blixmoor: Ansammlung gefällter Moorbirken
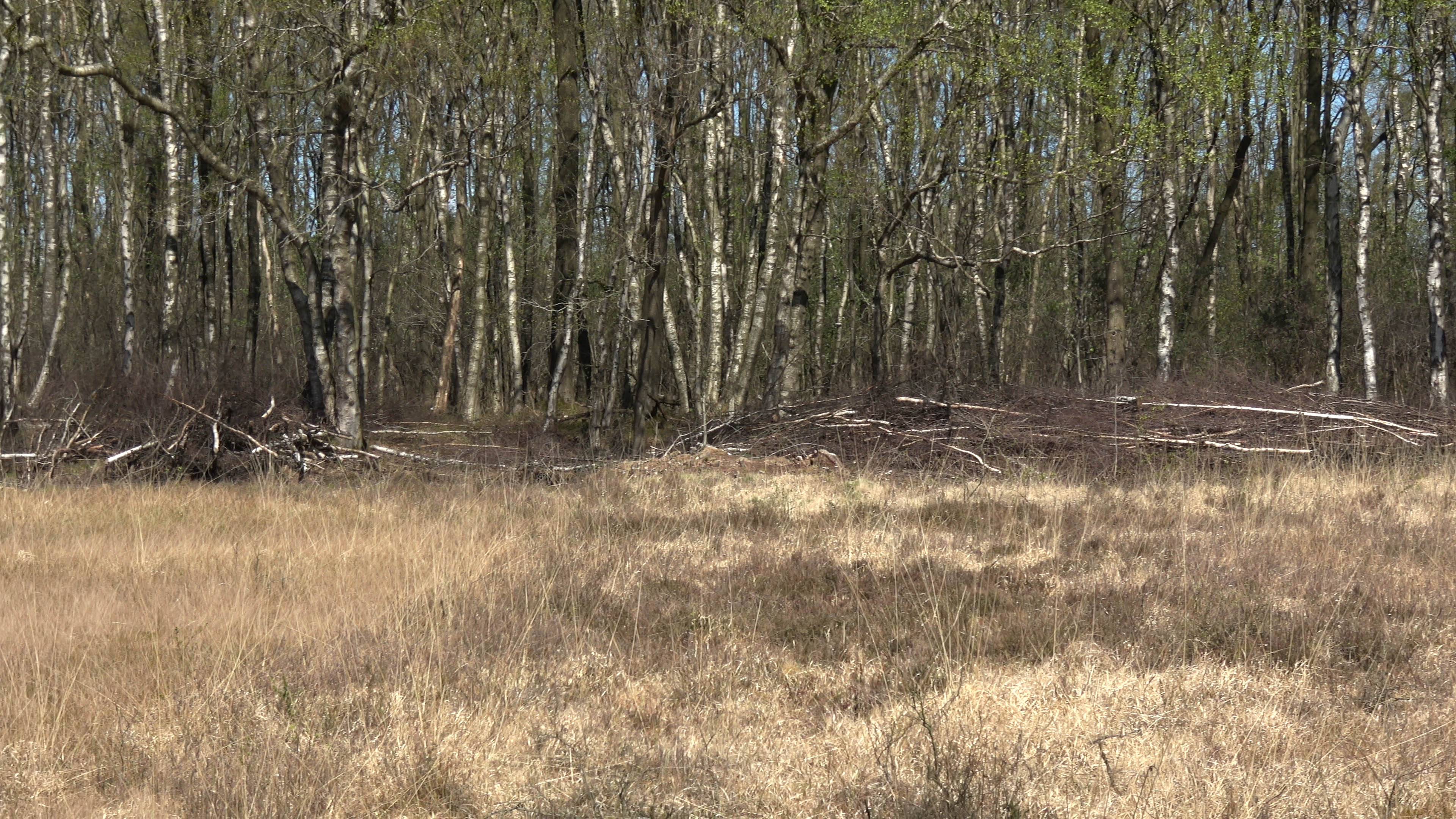
FFH-Gebiet Blixmoor: Absperrung des Schwingrasenmoores durch gefällte Moorbirken
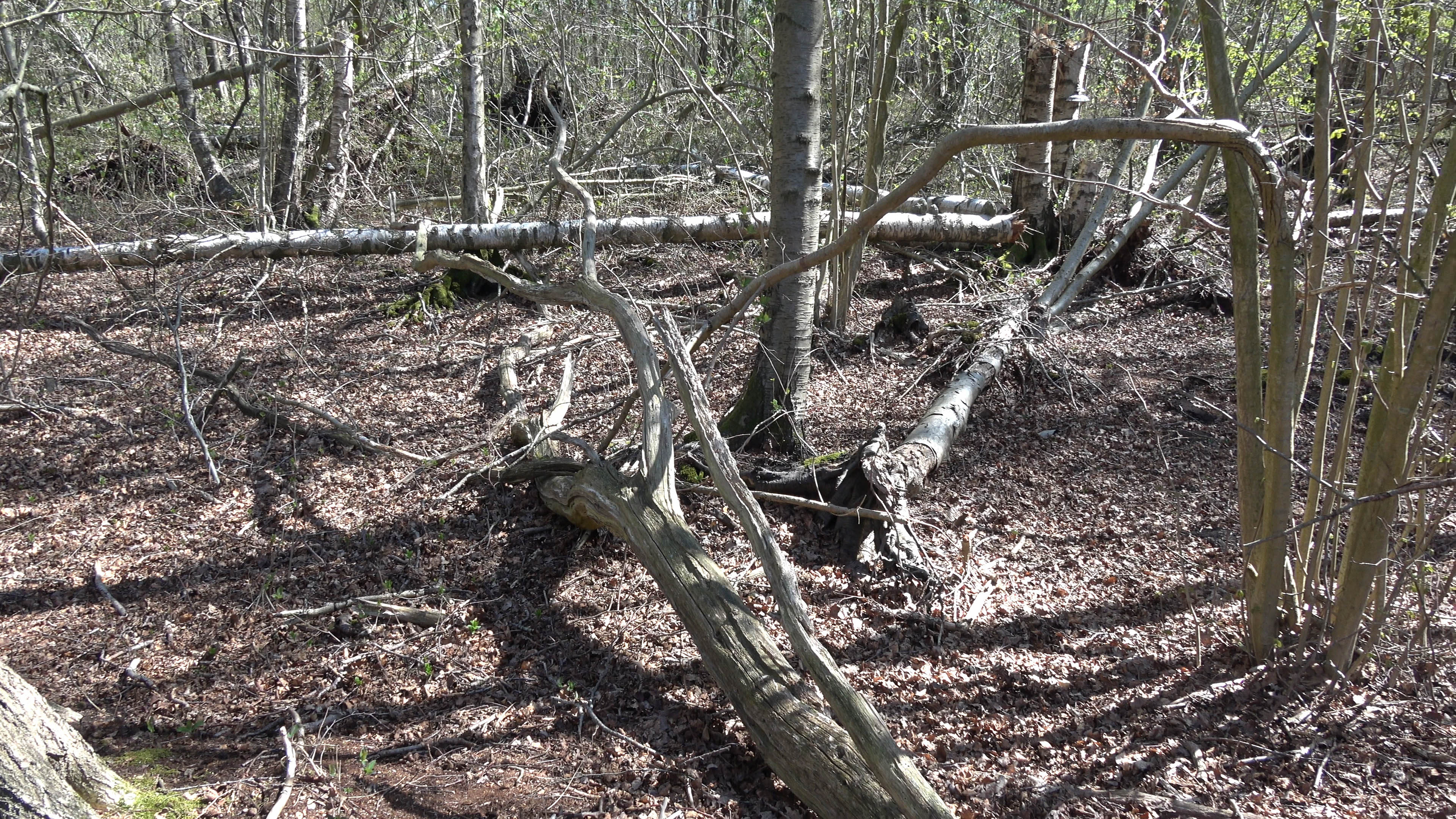
FFH-Blixmoor: Totholz im Naturwald um das Moor
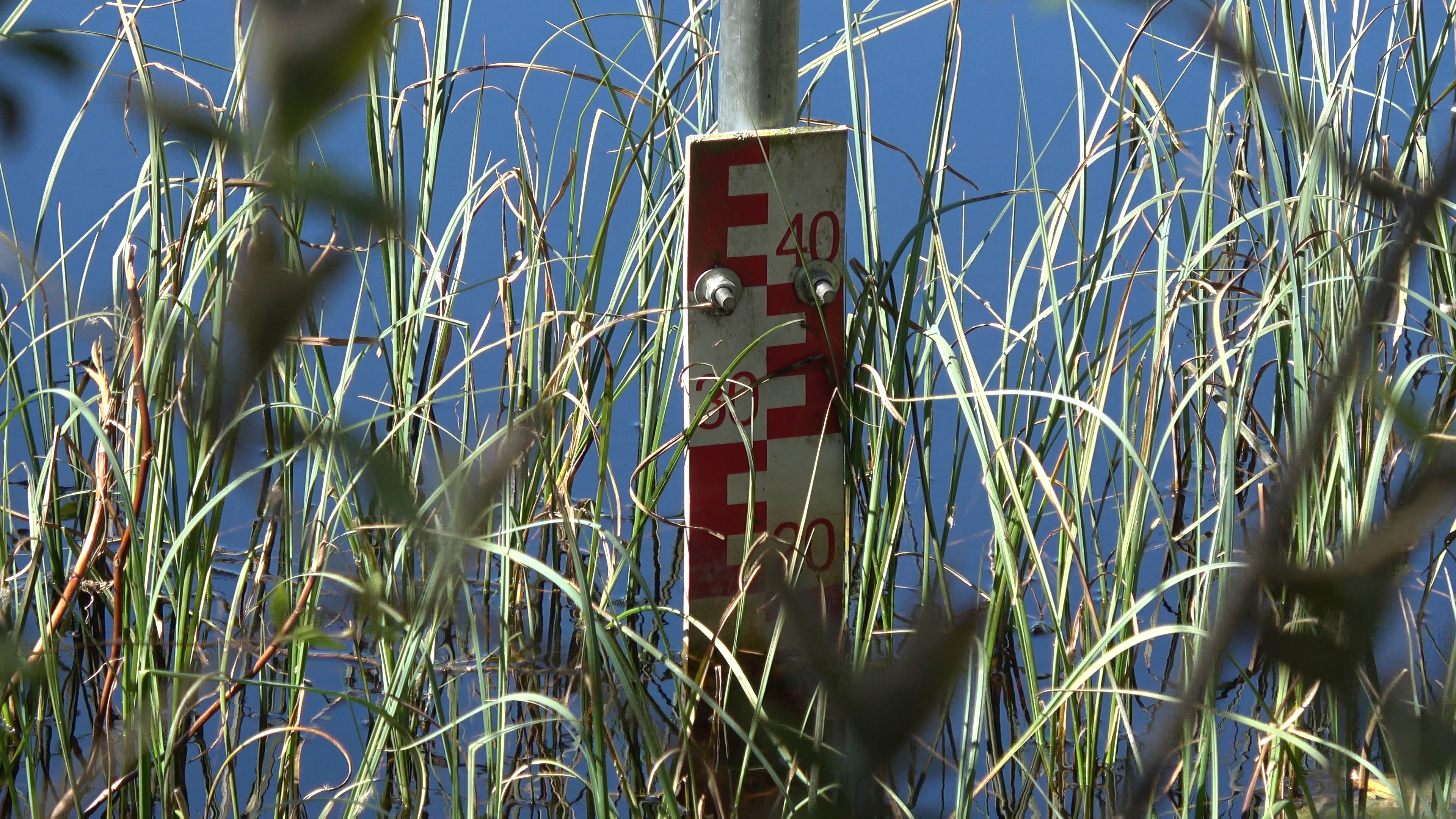
FFH-Gebiet Blixmoor: Wasserstandspegel im großen Moorteich
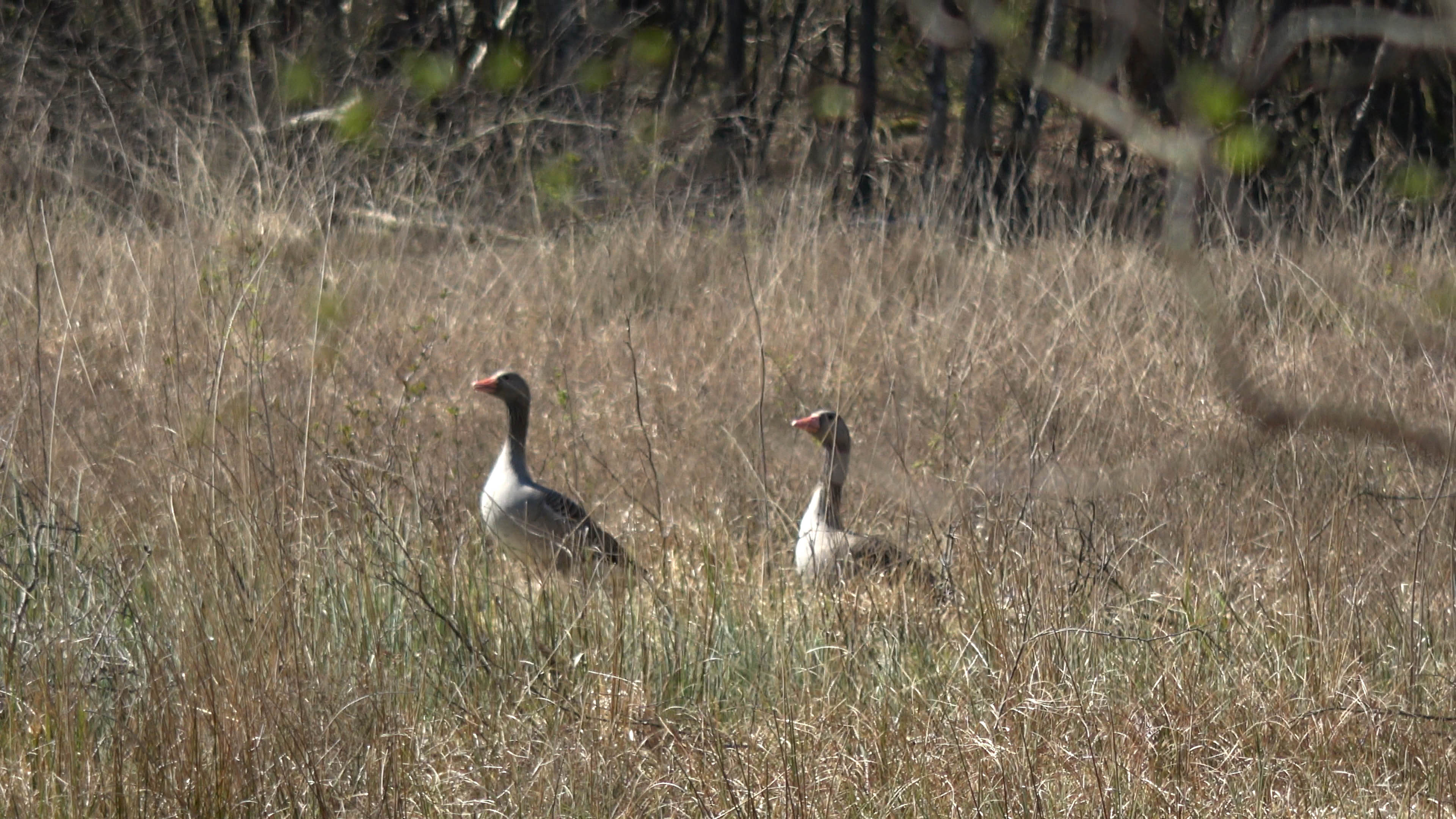
FFH-Gebiet Blixmoor: Grauganspaar im Moor
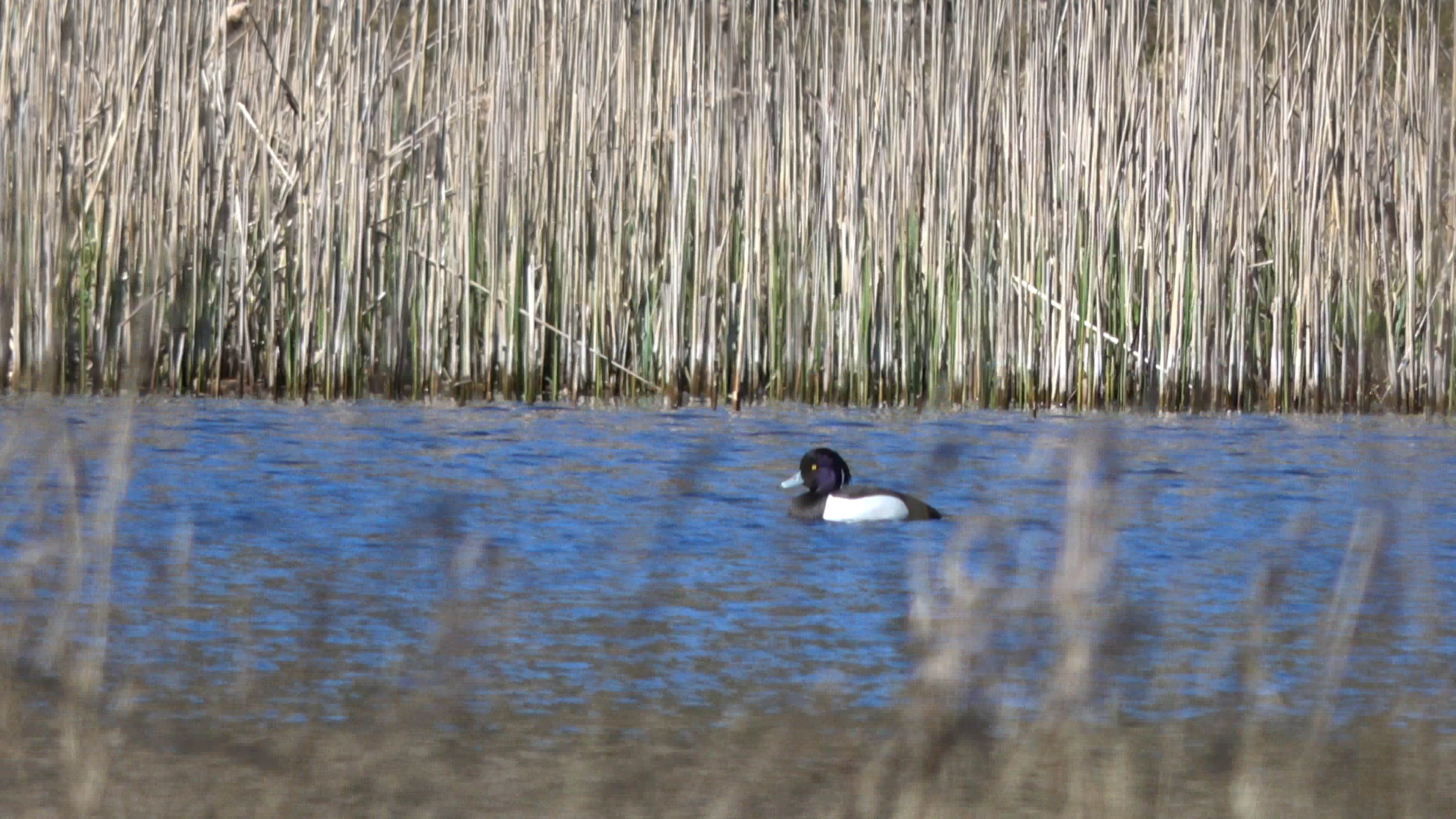
FFH-Gebiet Blixmoor: Reiherentenerpel auf dem Teich im Blixmoor
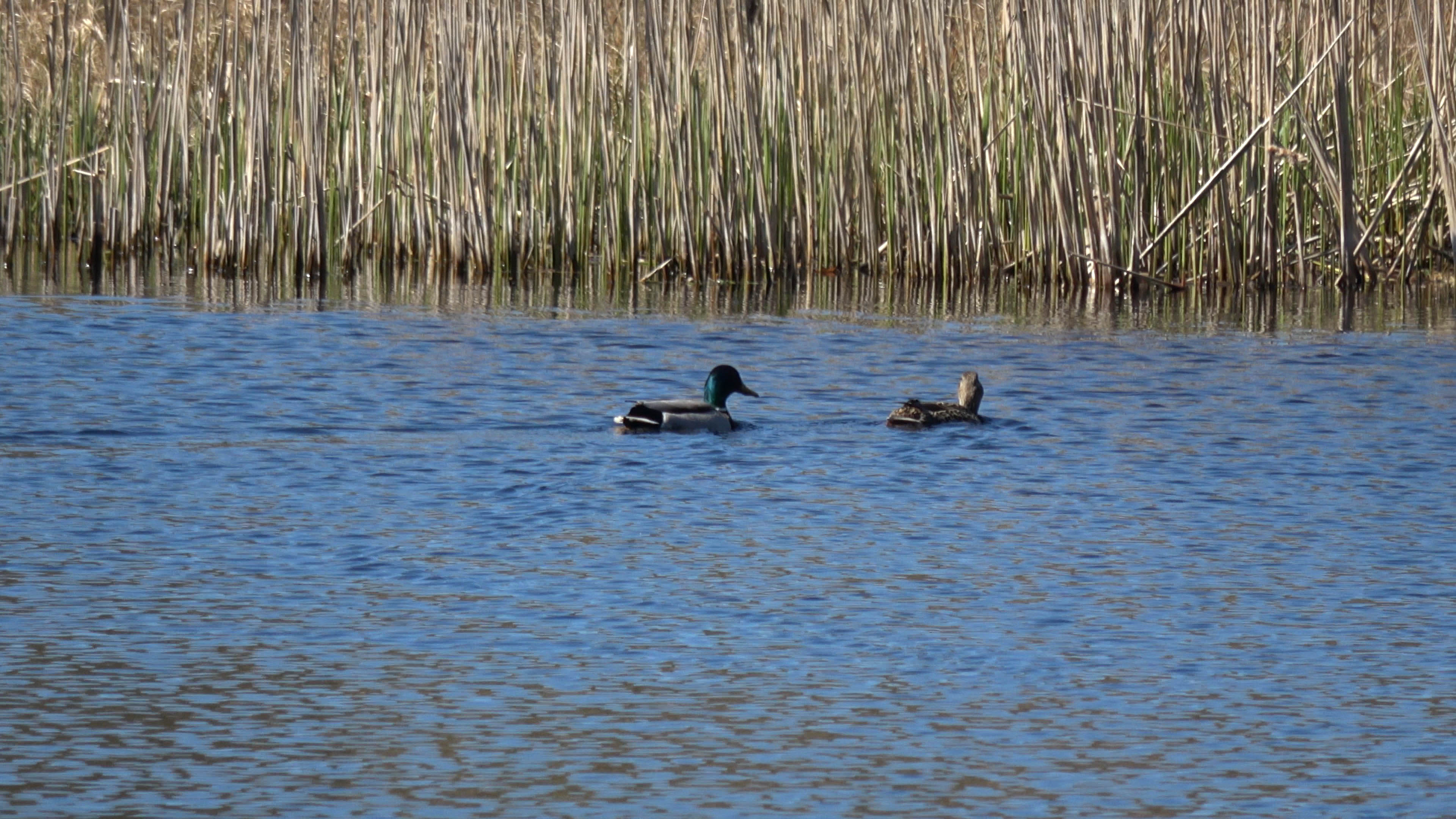
FFH-Gebiet Blixmoor: Stockentenpaar auf dem Teich im Blixmoor
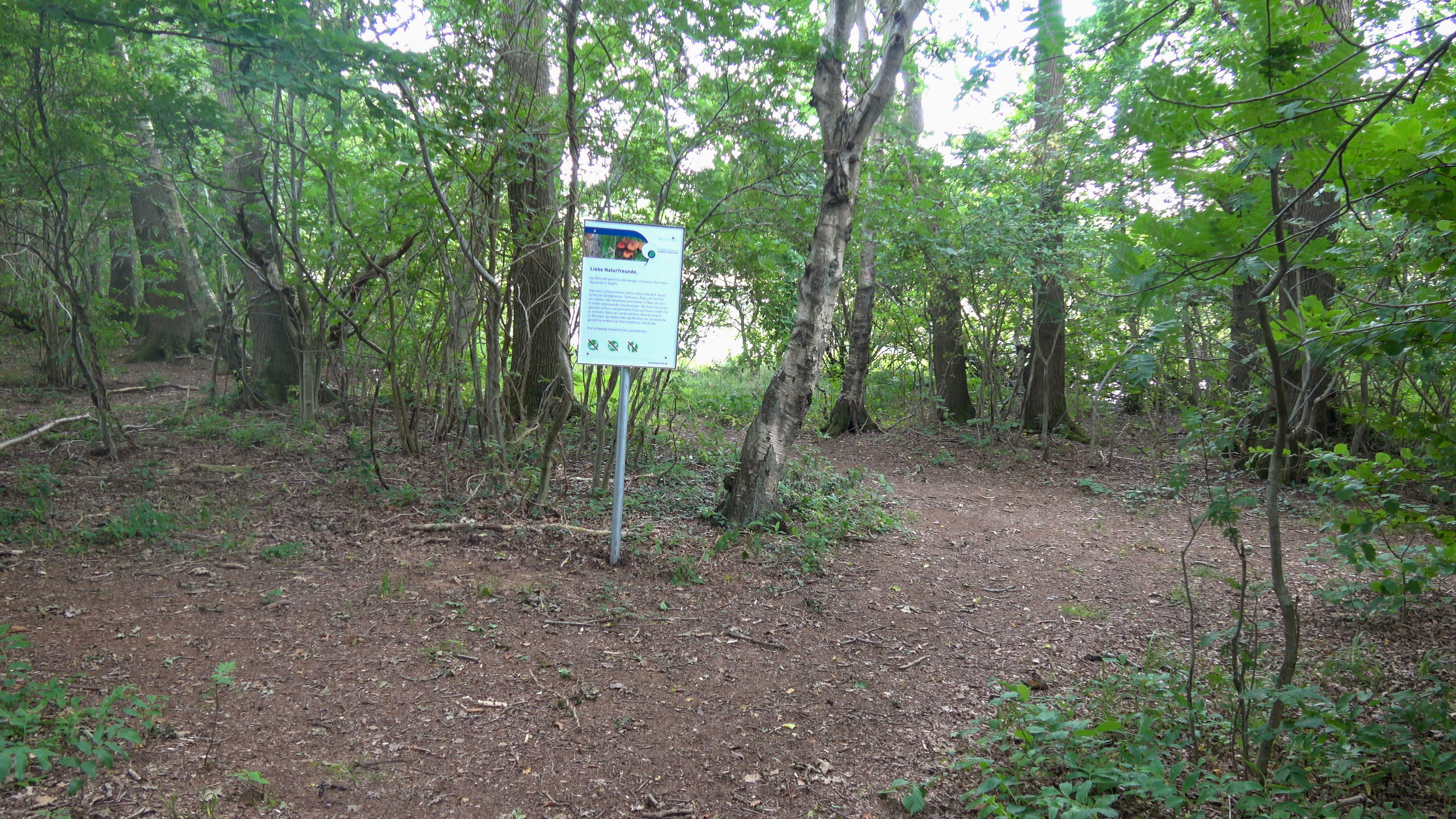
Hinweisschilder am großen Moorsee des Blixmoores
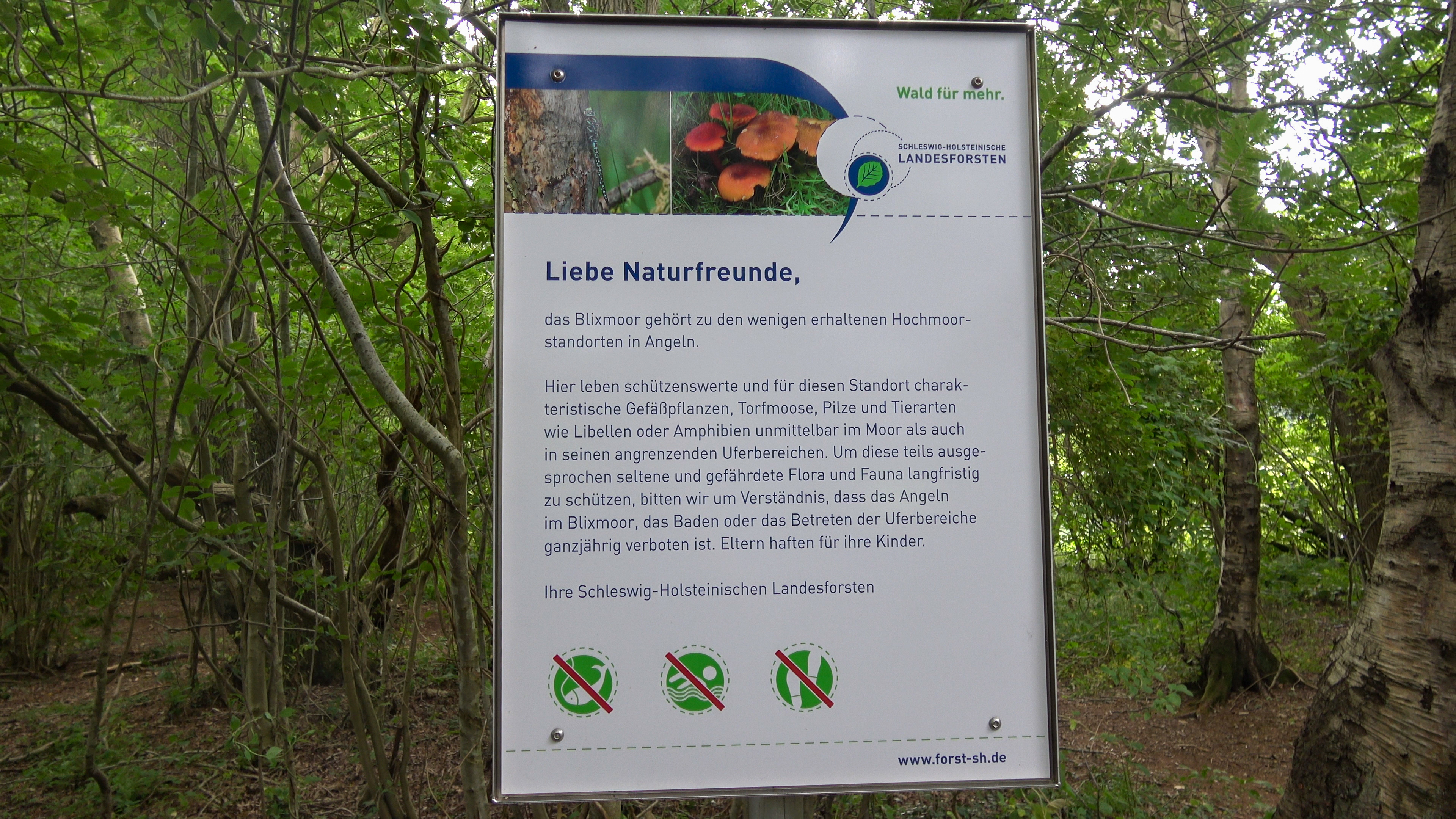
Hinweisschilder am großen Moorsee des Blixmoores
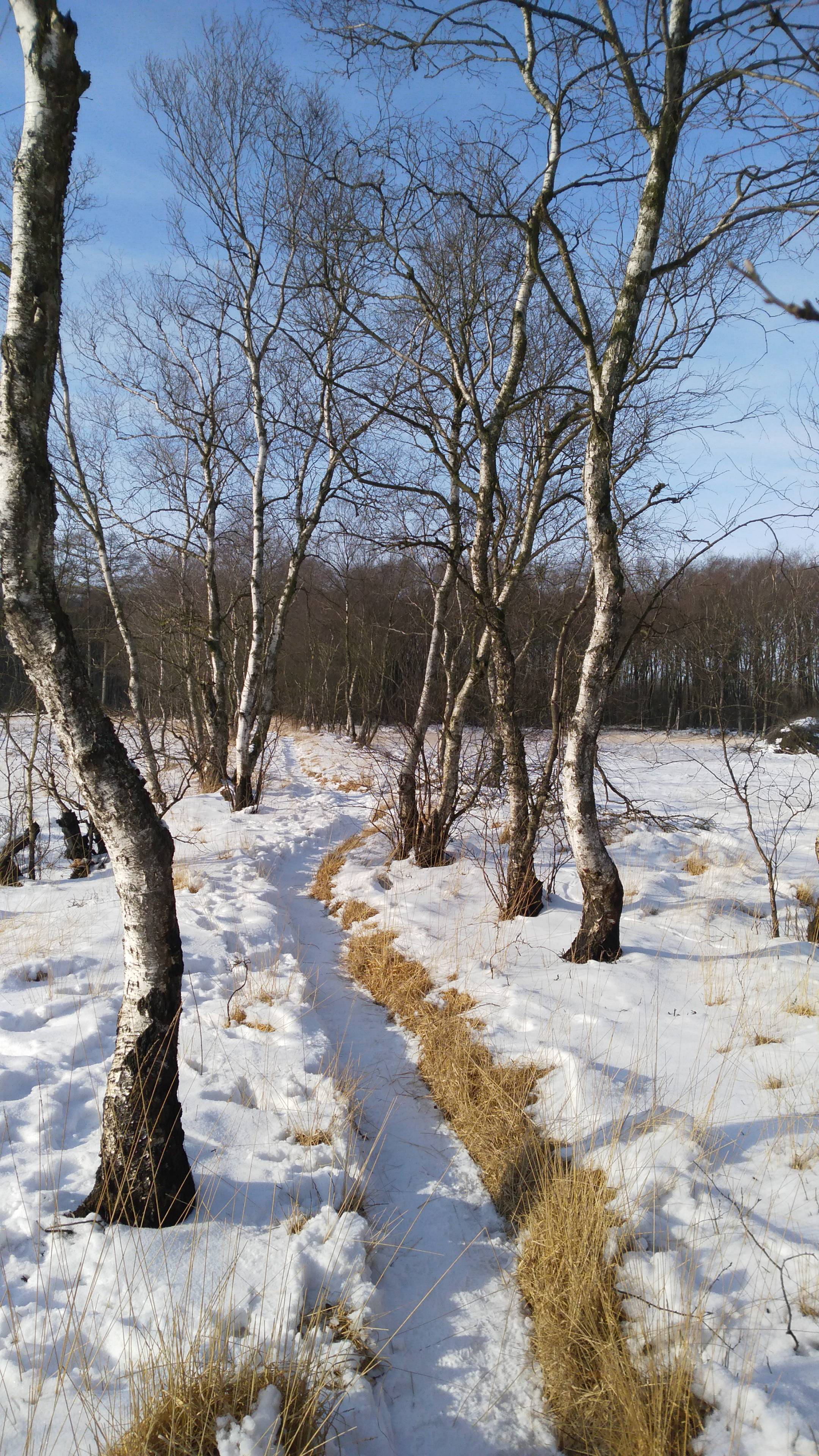
FFH-Gebiet Blixmoor: Moordamm im Winter
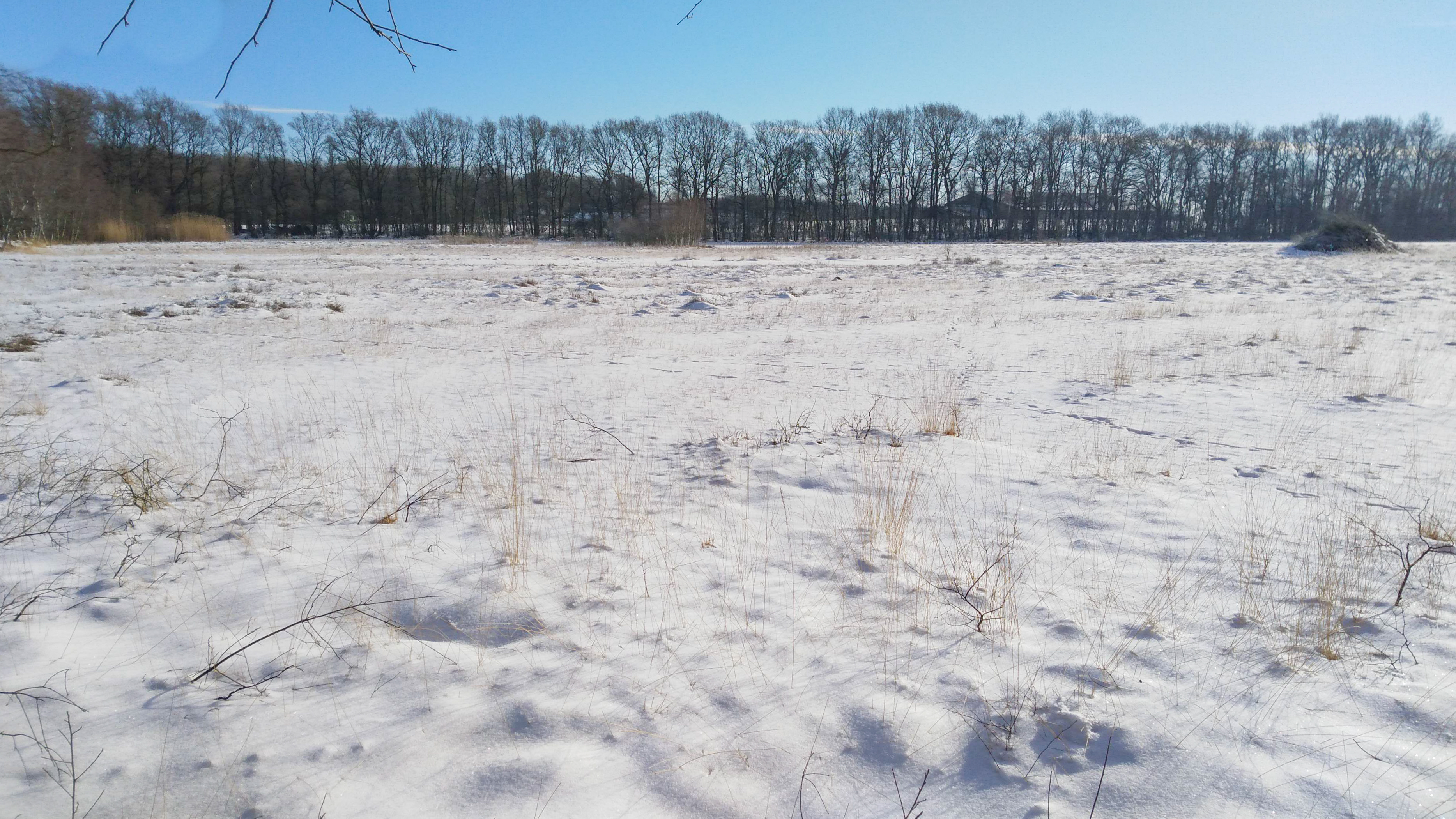
FFH-Gebiet Blixmoor: Übergangsmoor mit Moorseen im Winter